# Władysław Opolczyk
Władysław Opolczyk zwany Naderspan (ur. pomiędzy 1326 a 1332, zm. 18 maja 1401 w Opolu) – książę opolski w latach 1356–1401 (jako lennik czeski, do 1370 formalne współrządy z braćmi), 1367–1372 palatyn węgierski, 1368–1372 w Lublińcu, 1370–1392 w ziemi wieluńskiej i Częstochowie, od 1370 (dożywotnio) w Bolesławcu, 1372–1378 Namiestnik na Rusi Halickiej, 1375–1396 w Pszczynie, w 1378 wielkorządca Zjednoczonego Królestwa Polskiego 1385–1392 w Karniowie, 1378–1392, książę dobrzyński i kujawski (jako lennik Zjednoczonego Królestwa Polskiego), od 1383 w Głogówku, 1382–1385 regent w Strzelcach i Niemodlinie, od 1396 w księstwie opolskim tylko formalnie.

## Genealogia
Władysław pochodził z dynastii Piastów. Był najstarszym synem księcia opolskiego Bolka II i Elżbiety świdnickiej (wnuczki Władysława Łokietka). Jeszcze za życia ojca zmarłego w 1356 r. Władysław, chcąc zdobyć doświadczenie polityczne, wyjechał na Węgry, gdzie ok. 1353 r. ożenił się z Elżbietą, córką hospodara wołoskiego Mikołaja Aleksandra Besaraba.

## Władysław księciem opolskim
Po śmierci Bolka II w 1356 r. Władysław został władcą niewielkiego księstwa opolskiego poddanego zwierzchnictwu czeskiemu, do którego prawa mieli również bracia Bolko III i Henryk. Osobowość najstarszego syna Bolka II pozwoliła mu jednak na całkowite zdominowanie młodszych braci i skłonienie ich do nierozdrabniania skromnego dziedzictwa.
Około 1364 roku zmarła pierwsza żona Władysława Elżbieta wołoska. Nowej książę opolski poszukał sobie na Mazowszu, żeniąc się z córką Siemowita III Eufemią.

## Wielka polityka Władysława Opolczyka u boku Andegawenów
Karierę polityczną Opolczyk rozpoczął w połowie lat sześćdziesiątych XIV w. wiążąc swoją fortunę z dworem króla węgierskiego Ludwika. W 1364 r. Władysław wziął udział w orszaku węgierskim w zjeździe władców w Krakowie. Ważniejszą misję  Władysław wypełnił dwa lata później, kiedy z polecenia Ludwika negocjował warunki ożenku bratanicy Andegawena z Wacławem IV Luksemburgiem.
Służba Andegawenom zaowocowała bardzo szybko – już na początku 1367 r., w związku ze zmianą polityki Węgier z uwagi na spodziewaną sukcesję w Zjednoczonym Królestwie Polskim, Ludwik mianował Władysława palatynem, co uczyniło księcia opolskiego najważniejszym po królu człowiekiem w państwie. Władysław uzyskał m.in. władzę sądowniczą – od jego postanowień można było odwołać się tylko do króla. Na pełnionym urzędzie Opolczyk wykazywał duże zaangażowanie i zdolności, zwołując w ciągu pięciu lat rządów trzydzieści cztery congregatio generalis, na których załatwiano sprawy sądowe. Nie bez znaczenia oczywiście były dochody, jakie wpływały do kieszeni opolskiego władcy, jako palatynowi bowiem przysługiwało mu dwie trzecie wnoszonych przez petentów opłat i zasądzanych kar.

## Śmierć Kazimierza Wielkiego. Otrzymanie lenn w Polsce
W okresie sprawowania urzędu palatyna książę opolski nie zaniedbywał polityki zagranicznej biorąc udział m.in. w wyprawie do Bułgarii w 1368 r. W 1370 r. wobec śmierci Kazimierza Wielkiego Opolczyk wziął udział w przygotowaniach gruntu pod objęcie tronu polskiego przez Ludwika. Doprowadził do obalenia testamentu Kazimierza Wielkiego w jego punktach dotyczących Kaźka Słupskiego i nieślubnych synów króla. Dokonania Piastowicza zostały docenione w postaci otrzymanej od władcy węgierskiego jako lenno ziemi wieluńskiej oraz zamków Bolesławiec, Stara Brzeźnica, Krzepice, Olsztyn, Bobolice wraz z przynależnymi im ziemiami, stanowiących łącznik pomiędzy Małopolską i Wielkopolską, w której istniała opozycja sprzeciwiająca się władzy Ludwika Węgierskiego.
Nabytki terytorialne i zaangażowanie w sprawy wielkiej polityki skłoniły Władysława do ostatecznego rozwiązania sprawy księstwa opolskiego. W 1370 r. Opolczyk wydzielił jedynemu pozostałemu przy życiu bratu Bolkowi III odziedziczone właśnie po stryju Albercie księstwo ze stolicą w Strzelcach Opolskich. Sam zachował władzę w ziemi opolskiej.
W 1371 r. Władysław stanął na czele wyprawy zbrojnej skierowanej przeciwko Luksemburgom (doszło do spustoszenia Moraw). Rok później stanął na czele misji mediacyjnej mającej rozstrzygnąć spór pomiędzy Karolem IV a Ludwikiem Węgierskim.

## Namiestnictwo ziemi halickiej
W październiku 1372 r. książę opolski został pozbawiony dochodowego urzędu palatyna. Wprawdzie zachował większość posiadanych na Węgrzech z tego tytułu dóbr i zamków, lecz jego znaczenie polityczne spadło. Rekompensatą było uczynienie Opolczyka namiestnikiem króla Węgier na Rusi Halickiej. Na nowym stanowisku Władysław przyczynił się do rozwoju gospodarczego powierzonych mu terytoriów. Pod jego szczególną opieką znalazł się Lwów, który w tym okresie ostatecznie prześcignął znaczeniowo pobliski Halicz. Jedynym zgrzytem związanym z jego namiestnictwem było udzielenie poparcia Kościołowi katolickiemu, co nie podobało się ruskim bojarom.
Za radą Władysława doszło zapewne w 1374 r. do wydania w Koszycach przez króla węgierskiego przywileju ziemskiego dla szlachty, który miał zapewnić następstwo po Ludwiku jego córkom. W tym samym roku Władysław wziął udział w wyprawie do Mołdawii. W 1375 roku nadał przywileje lokacyjne Jarosławiowi, a rok później Lubaczowowi.
Latem 1377 roku Opolczyk wziął udział z królem Ludwikiem i rycerstwem małopolskim i śląskim w wyprawie przeciwko Litwinom, w trakcie której zdobyto Bełz, Chełm, Horodło, Grabowiec i Sewołoż.

## Rządy namiestnicze w Polsce. Uzyskanie dzierżaw kujawskich
W 1378 r., w związku z wydarzeniami, jakie miały miejsce w Krakowie (pogrom Węgrów i wyjazd Elżbiety Łokietkówny z kraju) Ludwik zdecydował się odwołać Opolczyka z Rusi i mianować go na opróżnione stanowisko wielkorządcy Zjednoczonego Królestwa Polskiego. Na stanowisku tym Władysław nie wytrwał zbyt długo na skutek oporu polskiej szlachty niezadowolonej z zaangażowania księcia w sprawę zapewnienia dziedzictwa po Ludwiku jego córkom, oraz obarczanie go współwiną za oderwanie od Zjednoczonego Królestwa Polskiego na rzecz Węgier Rusi Halickiej.

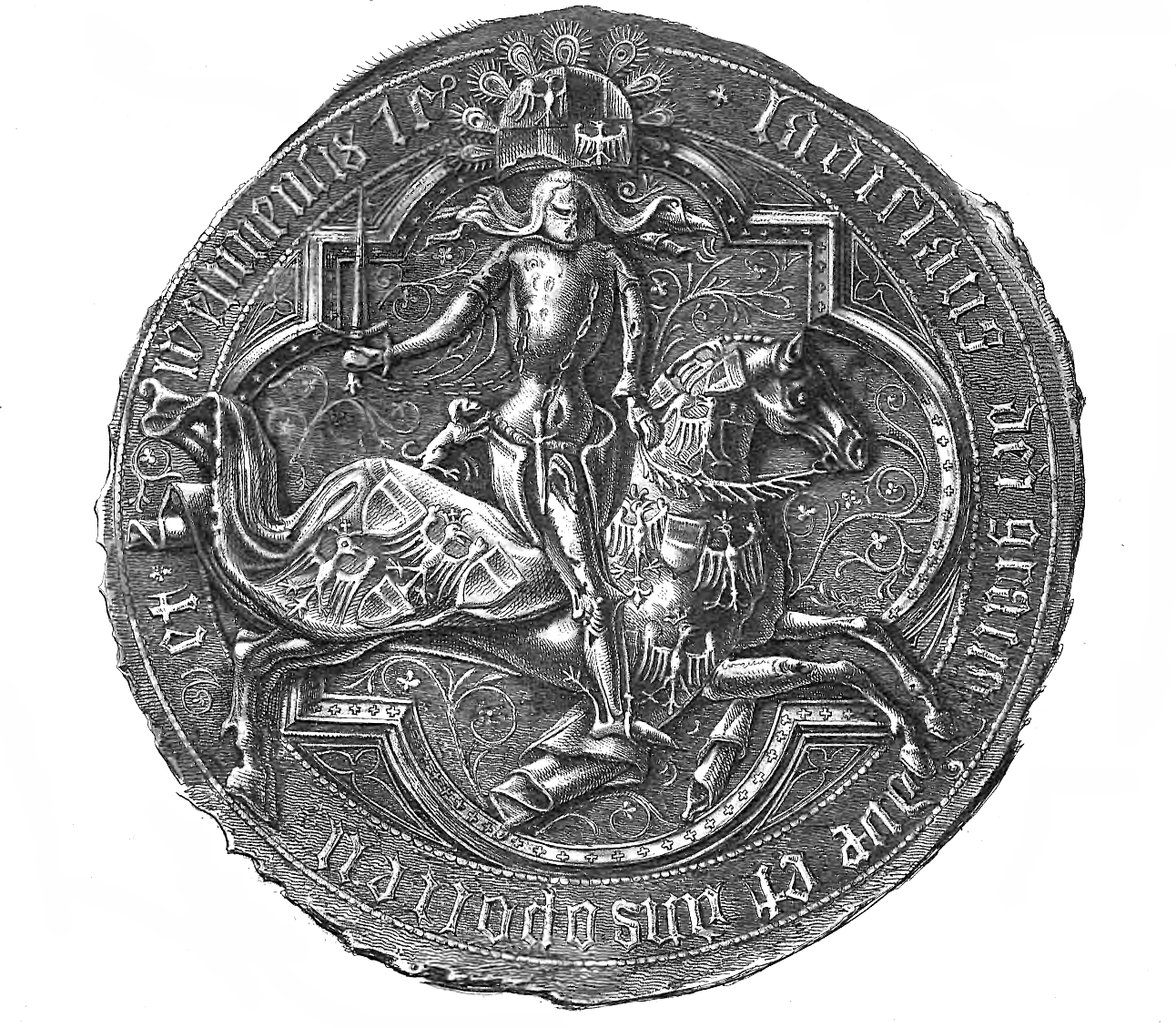
Pieczęć konna Władysława Opolczyka z 1378

Jako odszkodowanie za niezrealizowane ambicje Opolczyk otrzymał od władcy węgierskiego ziemię dobrzyńską oraz część Kujaw z Bydgoszczą, Inowrocławiem, Gniewkowem, Złotorią i Szarlejem. Uzyskane w 1379 r. terytoria leżały przy granicy z państwem zakonu krzyżackiego, z którym książę opolski wszedł wkrótce w bliskie kontakty, pozwalając m.in. na ściganie przez oddziały krzyżackie w granicach swojego władztwa przestępców.
Obejmując ziemie na Kujawach Władysław wdał się w spór o finanse z biskupem płockim Dobiesławem Sówką, co spowodowało obłożenie księcia klątwą kościelną, uchyloną rok później przez arcybiskupa gnieźnieńskiego. Jedną z form zadośćuczynienia Władysława była fundacja klasztoru paulinów w 1382 r. w Częstochowie na wzgórzu, nazywanym od 1388 r. Jasną Górą. Książę nadał zakonnikom dwie wsie oraz dziesięcinę celną i zbożową. Władca pragnął z klasztoru uczynić centrum religijne księstwa, dlatego w 1384 r. sprowadził z ruskiego Bełza cudowny obraz Matki Boskiej z Dzieciątkiem, który już wtedy cieszył się sławą. Władysław Opolczyk złożył go w klasztorze 31 sierpnia 1384 r. 
W 1382 roku otrzymał od Ludwika Węgierskiego zamek w Ostrzeszowie wraz z okolicami. W 1382 r. w krótkim odstępie czasu zmarli: młodszy brat Władysława, książę strzelecki Bolko III, pozostawiając czwórkę nieletnich synów oraz, bezpotomnie, książę niemodliński Henryk. Zgony te umożliwiły Władysławowi rozszerzenie swoich wpływów na Górnym Śląsku poprzez objęcie rządów namiestniczych w Strzelcach i Niemodlinie (dziedziczonym przez bratanków po Bolku III) oraz bezpośrednich w Głogówku. Opolczyk zajął się również karierą kościelną swojego najstarszego bratanka Jana zwanego Kropidłem, dla którego wystarał się o godność biskupa poznańskiego. W 1383 Władysław kupił od Przemka opawskiego okolice Sośnicowic i Prudnika wraz z zamkiem Gryżów w Piorunkowicach.

## Śmierć Ludwika Węgierskiego. Stosunki z Władysławem Jagiełłą

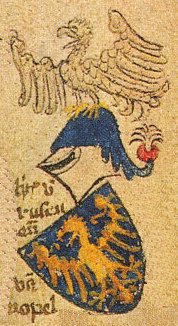
Herb Władysława Opolczyka według Herbarza Geldrii

Po śmierci Ludwika Węgierskiego, pomimo wcześniejszego poparcia udzielonego sprawie następstwa córek zmarłego władcy, Władysław wystąpił ze swoją własną kandydaturą do korony królewskiej. Wobec niepopularności wśród polskich możnych poparł (w związku z upadkiem projektu małżeństwa Jadwigi Andegaweńskiej z Wilhelmem Habsburgiem) kandydaturę Siemowita IV płockiego.
Wbrew starszej literaturze obecnie raczej wyklucza się możliwość współpracy Opolczyka z Władysławem II Jagiełłą w pierwszym okresie jego rządów. Tym bardziej nie do przyjęcia są przypuszczenia, że w 1386 r. książę opolski został ojcem chrzestnym nowego króla Polski, bowiem według archiwaliów książę dwa dni po chrzcie przebywał w oddalonych około 90 km od Krakowa Woźnikach, gdzie podpisał dwa nadania. Musiałby zatem opuścić ślub Jagiełły z Jadwigą, co wydaje się mało prawdopodobne.
W dniu 6 lutego 1387 roku Opolczyk wydał w Częstochowie uniwersał wzywający rycerstwo do walki z królem Polski. Do ostatecznego zerwania między Opolczykiem a Jagiełłą doszło w 1388 r., kiedy w związku z odebraniem przez króla Polski należącej do dzierżaw Władysława Bydgoszczy doszło do próby zamachu stanu i opanowania zamku na Wawelu. Pokonany i wzięty do niewoli przez starostę generalnego Sędziwoja z Szubina Opolczyk został zmuszony do tymczasowej rezygnacji ze swoich zamiarów. Władysław II Jagiełło zablokował też kandydaturę jego krewnego Jana Kropidły na stanowisko arcybiskupa gnieźnieńskiego. Około 1390 roku doszło do zbliżenia Opolczyka z Jagiełłą, co spowodowało zajęcie przez Krzyżaków w październiku części dóbr Opolczyka w Ziemi Dobrzyńskiej. Jednocześnie Krzyżacy obiecali zwrócić Opolczykowi zamki w zamian za zwrot długu lub zerwanie porozumienia z Jagiełłą. Z braku środków Opolczyk zastawił swoją koronę książęcą w Toruniu.

## Współpraca z zakonem krzyżackim. Wojna z królem polskim i klęska planów Władysława
W maju 1391 roku Władysław Opolczyk zastawił Krzyżakom zamek w Złotorii wraz z pięcioma pobliskimi wsiami za 6632 florenów węgierskich, co umożliwiło mu odebranie z zastawu książęcej korony i wyjazd na węgierski dwór Zygmunta Luksemburskiego. Zastawienie zamku w Złotorii doprowadziło do konfliktu z Jagiełłą. Król zdając sobie sprawę z niebezpieczeństwa posiadania przez Opolczyka dzierżaw u granic z Krzyżakami i jego bliskich stosunków z Zygmuntem Luksemburskim, wydał rozkaz pozbawienia go lenn na terytorium Polski. W związku z tym, w sierpniu 1391 roku Krystyn z Ostrowa zajął ziemię gniewkowską, a następnie całą ziemię dobrzyńską z Dobrzyniem i Rypinem, oprócz zamku w Bobrownikach, który obronił się dzięki odsieczy krzyżackiej. Jesienią 1391 na księstwo opolskie najechali margrabia morawski Prokop i książęta opawscy Mikołaj i Wilhelm. Wojska królewskie w październiku zajęły zamki Bobolice, Bąkowiec, Olsztyn, Krzepice i wszystkie posiadłości Opolczyka w ziemi wieluńskiej, sieradzkiej i krakowskiej, z wyjątkiem zamków w Bolesławcu i Ostrzeszowie.
W lipcu 1392 r. Władysław Opolczyk zastawił Krzyżakom za 50 tys. florenów węgierskich swoje prawa do ziemi dobrzyńskiej, co spowodowało dalszą eskalację konfliktu z Jagiełłą, który uznawał, że Opolczyk nie miał 
do tego prawa. Opolczyk próbował też zachęcić wielkiego mistrza krzyżackiego Konrada von Wallenrode do planu rozbioru Polski pomiędzy zakon, Węgry i Czechy,margrabia morawski i brandenburski Jost, książę zgorzelecki Jan, książę austriacki Albrecht jednak wobec nieprzygotowania Krzyżaków do konfliktu plan ten nie został zrealizowany. 3 listopada Opolczyk spotkał się w Ujvar z Zygmuntem Luksemburczykiem.
W styczniu 1393 roku doszło do kolejnej wojny Jagiełły z Opolczykiem, który w wyniku oblężenia przez wojska królewskie utracił w marcu zamek w Ostrzeszowie oraz poparcie bratanków: Jana Kropidły, Bolesława IV i Bernarda, którzy podpisali rozejm z Jagiełłą. W lipcu obie strony zawarły rozejm w Nowym Mieście Korczynie. W sierpniu Spytek z Melsztyna i Jan z Tęczyna wyruszyli na Strzelce Opolskie, co doprowadziło do podpisania rozejmu. W lutym 1394 roku oddziały Opolczyka podjęły nieskuteczną próbę odbicia zamku Pławniowice na Górnym Śląsku, a w kwietniu obie strony podpisały rozejm.
Ostatnie starcie Jagiełły z Opolczykiem miało miejsce w lipcu 1396 roku, kiedy wojska królewskie pod dowództwem Spytka z Melsztyna podjęły wyprawę na górnośląskie dzierżawy Opolczyka. Wobec zdobycia przez wojska królewskie Strzelec Opolskich, Gorzowa Śląskiego, Olesna, Lublińca i Bolesławca oraz pojawienia się armii królewskiej 6 sierpnia pod Opolem bratankowie Władysława (Bolesław IV, Bernard i Jan Kropidło) zdecydowali się zawrzeć pokój, w którym zobowiązali się przypilnować starzejącego się księcia, aby nigdy już nie podejmował żadnych kroków przeciwko królowi Polski. Od tej pory ster rządów w księstwie opolskim praktycznie przejęli młodzi Bolkowicze usuwając Władysława na drugi plan.
W 1397 roku Jagiełło podpisał w Starej Wsi Spiskiej na 16 lat traktat pokojowy z Zygmuntem Luksemburskim, który objął też Opolczyka.

## Śmierć i następstwo
Zawiedziony z powodu klęski swoich planów Władysław Opolczyk zmarł w maju 1401 r. w Opolu. Został pochowany pod kaplicą św. Anny w kościele Świętej Trójcy przy klasztorze franciszkanów w Opolu.
Władysław miał dwie żony, z których doczekał się wyłącznie córek.
Córki:
- nieznana z imienia zakonnica klarysek w Budzie
- Elżbieta, żona margrabiego morawskiego Jodoka
- Katarzyna, żona księcia żagańskiego Henryka VIII Wróbla
- Jadwiga, żona Wigunta Aleksandra Olgierdowicza
- zmarła młodo Eufemia

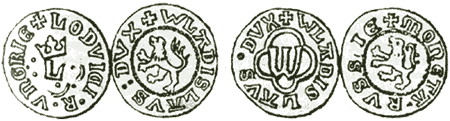
Monety Władysława Opolczyka jako Namiestnika Rusi (~ 1389)

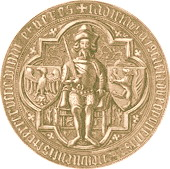
Pieczęć Władysława Opolczyka jako Namiestnika Rusi „Ladislaus Dei Gracia Dux Opoliensis Wieloniensis et Terre Russie Domin et Heres” (~ 1389)

Wobec braku męskich potomków księstwo opolskie zostało przejęte przez bratanków Władysława – Bolka IV i Bernarda z wyjątkiem Głogówka, który otrzymała jako oprawę wdowią zmarła pomiędzy 1418 a 1424 r. księżna Eufemia.

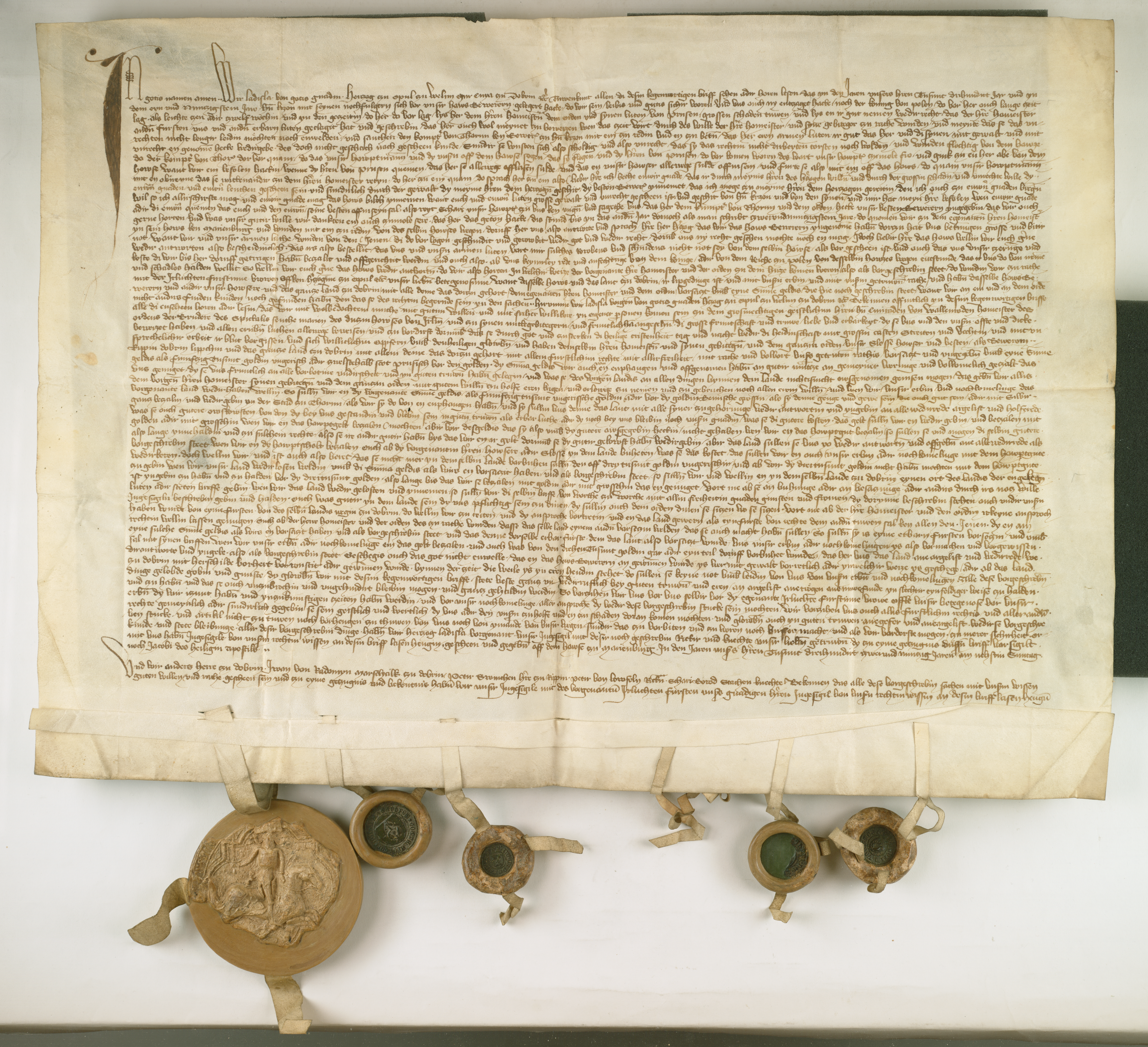
Władysław Opolczyk zastawia ziemię dobrzyńską zakonowi krzyżackiemu, 1392, Archiwum Główne Akt Dawnych

## Wywód rodowodowy

Herb Władysława Opolczyka od 1389

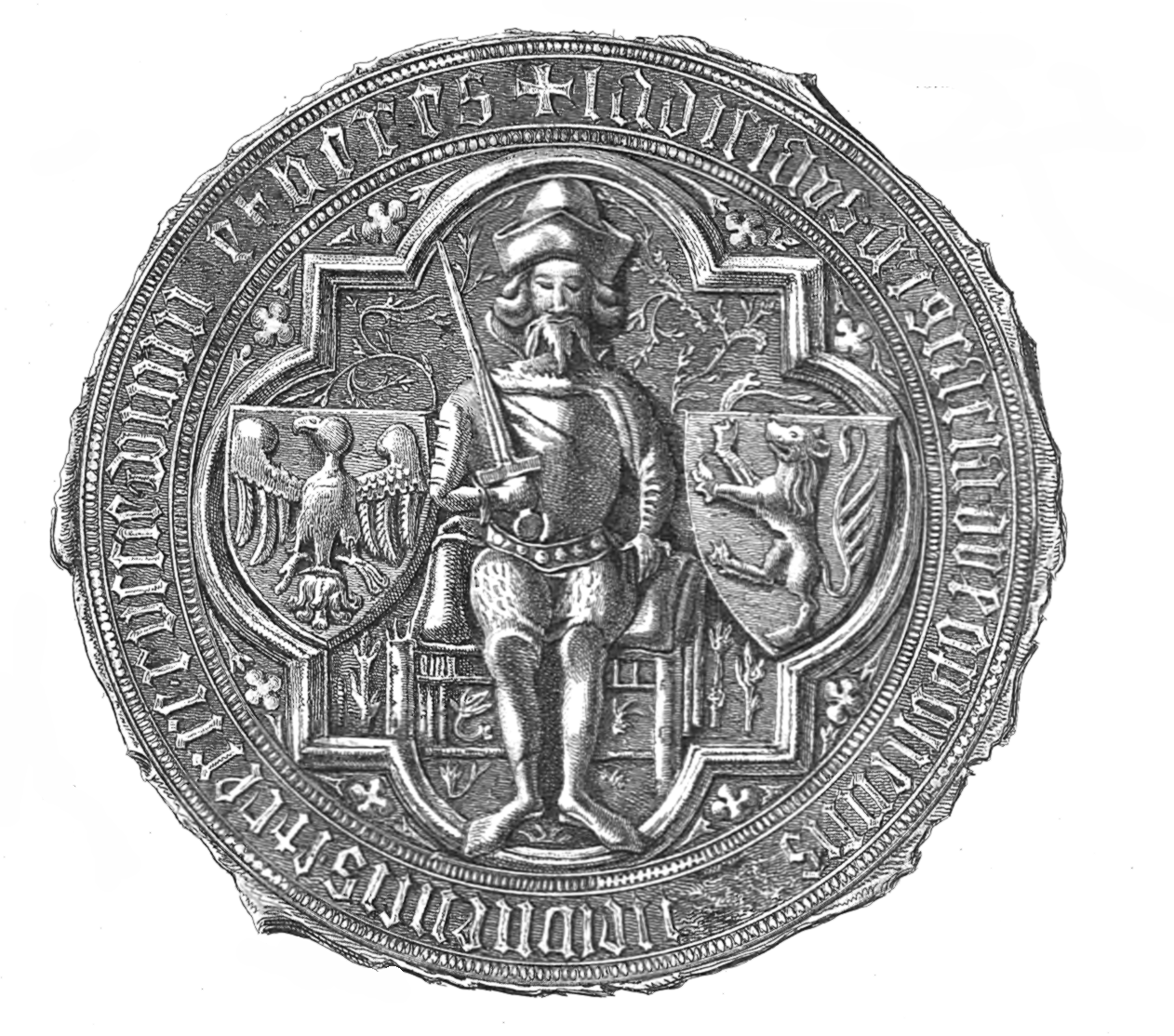
Pieczęć Władysława Opolczyka z 1379 podpisana "LADISLAVS DEI GRACIA DUX OPOLIENSIS WIELONIENSIS ET TERRE RVSSIE DOMIN ET HERES" (pol. Władysław, z Bożej łaski książę opolski, wieluński i ziemi ruskiej pan i dziedzic)

| 4. Bolko I opolski       |  |                        |  |  |                       |
|                          |  | 2. Bolesław II opolski |  |  |                       |
| 5. Agnieszka             |  |                        |  |  |                       |
|                          |  |                        |  |  | 1. Władysław Opolczyk |
| 6. Bernard świdnicki     |  |                        |  |  |                       |
|                          |  | 3. Elżbieta świdnicka  |  |  |                       |
| 7. Kunegunda Łokietkówna |  |                        |  |  |                       |
|                          |  |                        |  |  |                       |

## Fundacje
- Klasztor paulinów na Jasnej Górze
- Kościół św. Michała w Oleśnie